# Уайденер, Гарри Элкинс
Гарри Элкинс Уайденер (3 января, 1885 — 15 апреля 1912) — американский бизнесмен и библиофил, член семьи Уайденер. После гибели Гарри Элкинса на «Титанике», его мать построила в Гарвардском университете мемориальную библиотеку Уайденера в память о нём.

## Биография

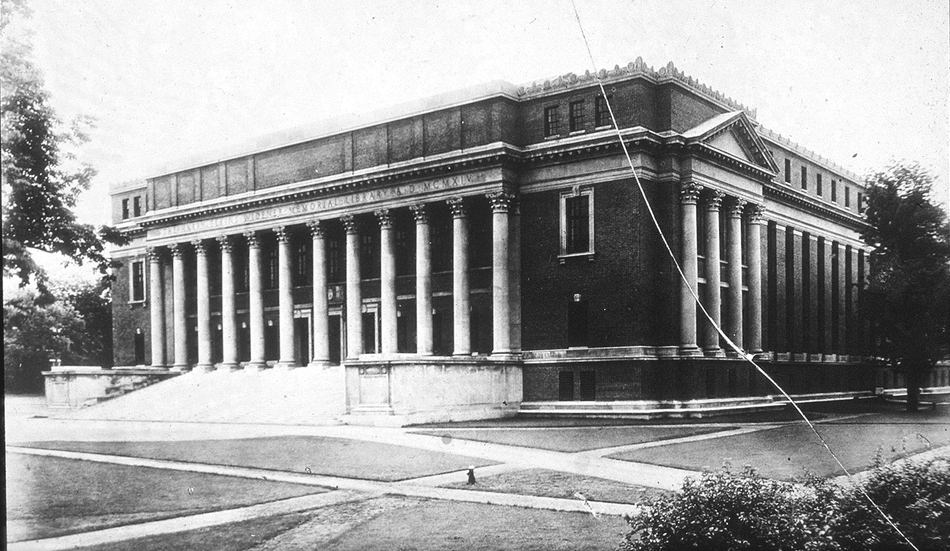
Библиотека Уайденера, Гарвардский университет.

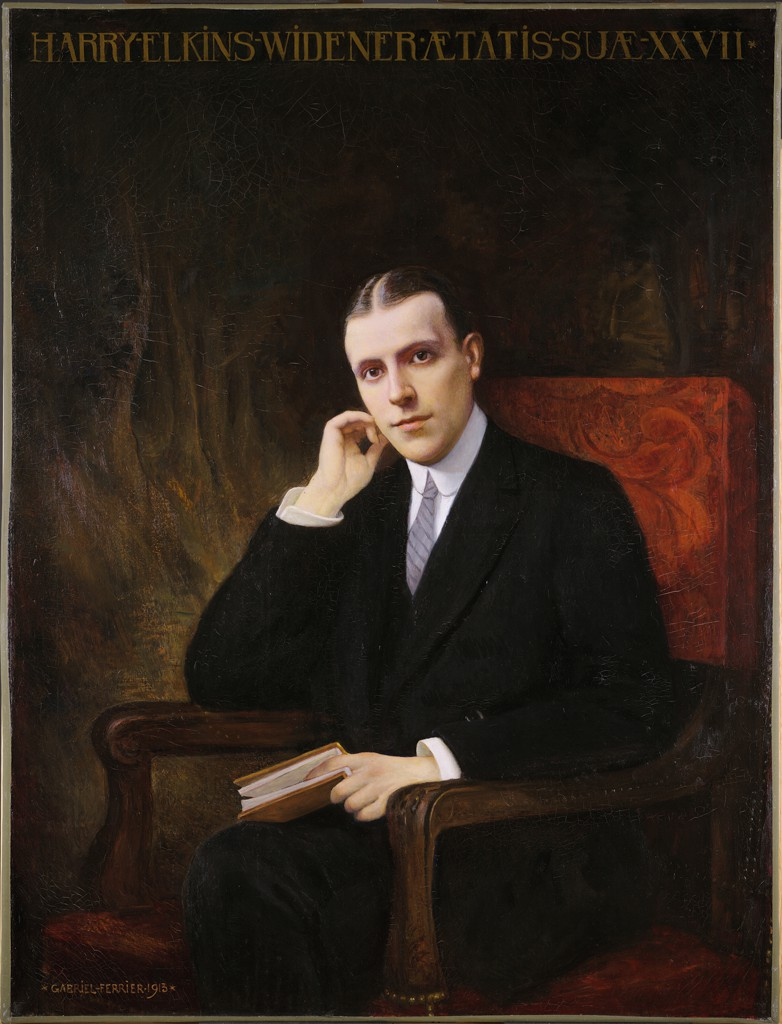
Габриэль Феррье. Портрет Гарри Элкинса Уайденера. Гарвардский художественный музей.

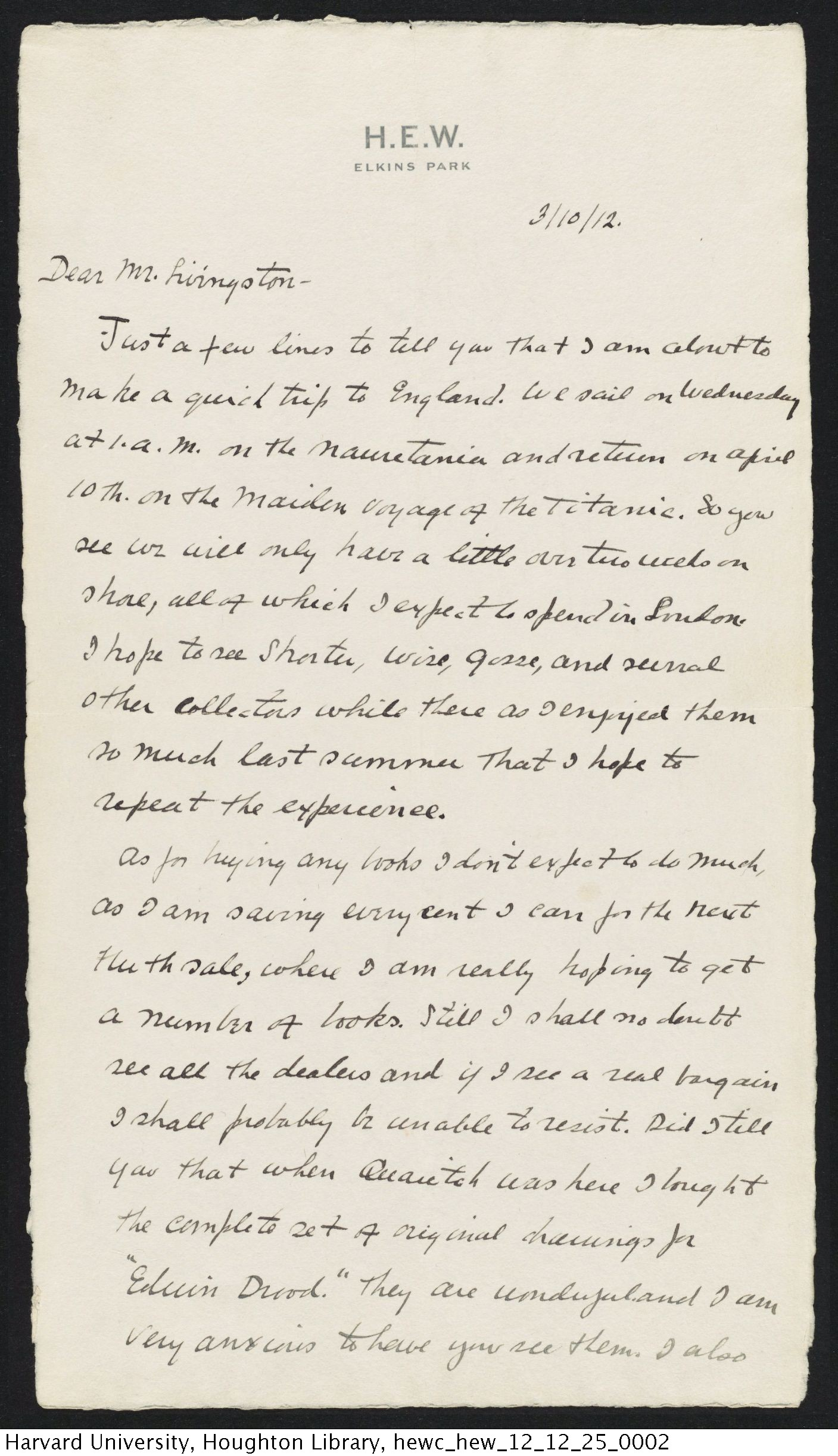
Письма к другу: «мы … планируем вернуться 10 апреля на первом рейсе „Титаника“ …»

Родившийся в Филадельфии, штат Пенсильвания, Уайденер был сыном Джорджа Дантона Уайденера (1861—1912) и Элеоноры Элкинс Уайденер, и внуком предпринимателя Петера Б. А. Уайденера (1834—1915). Он окончил Школу Хилл в Поттстауне, штат Пенсильвания, а затем Гарвардский университет в 1907 году, где он был членом Hasty Pudding Theatricals и Owl Club. Крёстным отцом Уайденера был британский банковский магнат, Чарльз Миллс, 2-й барон Хиллингтона.
Весной 1912 года Уайденер вместе с родителями отправился в Англию за книгами для своей коллекции. На борт «Титаника» они взошли вечером 10 апреля, когда судно остановилось в Шербуре (вместе с ними были камердинер его отца Эдвин Кипинг и горничная матери Эмили Гейгер). В ночь на 14 апреля Гарри и его родители устроили вечеринку в честь капитана Смита, на которой присутствовали некоторые из самых богатых пассажиров. Во время крушения Гарри посадил мать с Гейгер в шлюпку, а сам с отцом и Кипингом остался на палубе. В какой-то момент к Гарри подошёл другой пассажир 1-го класса Уильям Эрнест Картер (спасся) и посоветовал ему попробовать сесть в шлюпку, но Гарри отказался, сказав, что предпочтёт «рискнуть». Гарри, Джордж и Кипинг не пережили катастрофу, из всех троих найдено было только тело Кипинга.    
В 1915 году мать подарила Гарварду мемориальную библиотеку Гарри Элкинса Уайденера. Два здания Школы Хилл также посвящены Уайденеру, кроме того витражи в Епископальной церкви Св. Павла, Элкинс Парк, штат Пенсильвания, посвящены Уайденеру и его отцу.
Гарвардская легенда гласит, что для того, чтобы избавить других людей от судьбы её сына, мать Уайденера настаивала (как условие её подарка), чтобы будущие выпускники Гарварда непременно учились плавать. Однако, несмотря на то, что Гарвард действительно вводил плавательный тест в 1920-х годах (позже снят), это не имеет ничего общего с Уайденерами.

## Библиофил
Уайденер был членом клуба Гролье. Коллекционер и торговец книгами Джордж Сидни Хеллман писал вскоре после смерти Уайденера: «Его энтузиазм как коллекционера и его личность… предоставляли много возможностей для приобретения сокровищ, покупку которых невозможно объяснить только его богатством. Если бы он не погиб на «Титанике», то без сомнения… его библиотека, в конечном итоге, стала бы одной из величайших коллекций книг нашего времени».